# Fotokopiëren

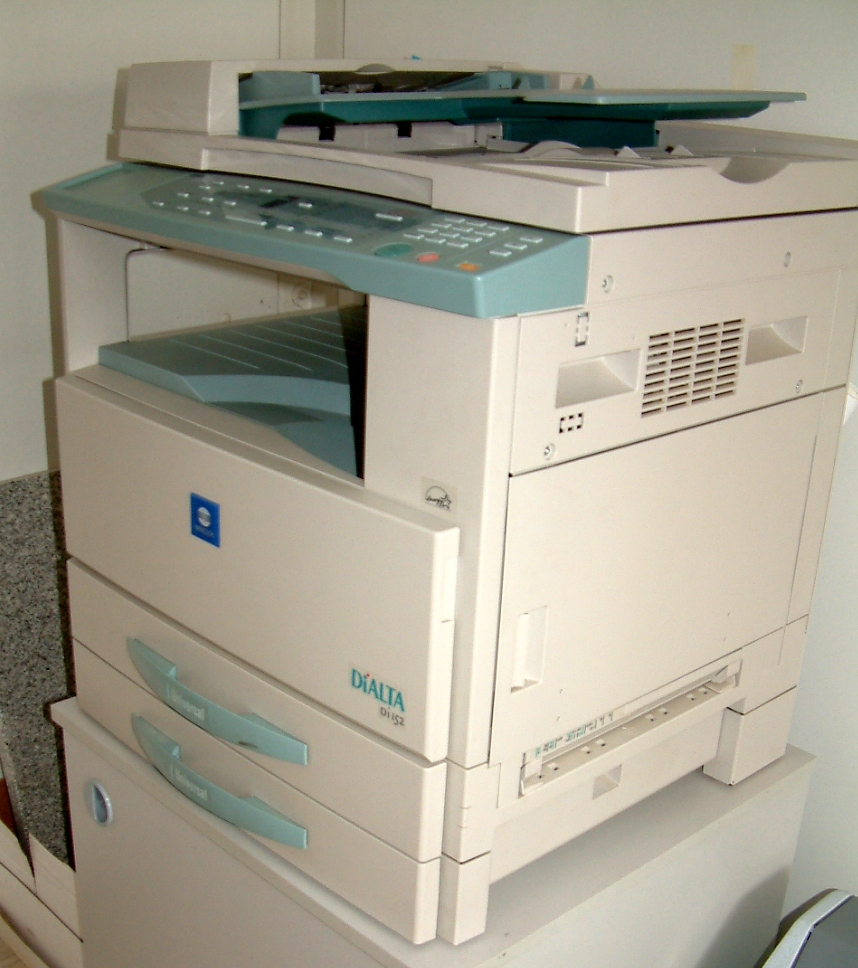
Een fotokopieerapparaat.

Fotokopiëren is een proces om geschreven of gedrukt materiaal door middel van fotografische technieken te kopiëren. Met de komst van computers met scanners is er naast de mogelijkheid van rechtstreeks fotokopiëren de mogelijkheid bij gekomen om dit proces te scheiden in scannen en printen, waarbij men eventueel de afbeelding tussendoor kan controleren en bewerken, en eventueel ook na het printen nog bewaren. De scanner en printer kunnen aparte apparaten zijn, of geïntegreerd in één apparaat. Soms is ook een faxapparaat geïntegreerd, en/of kunnen documenten via e-mail worden verstuurd.
Het eerst produceren van een papieren origineel en dan kopiëren wordt tegenwoordig vaak vervangen door het op de computer intypen en dan printen van de papieren exemplaren (voor zover deze überhaupt nog nodig zijn; teksten en afbeeldingen worden nu ook vaak op diverse manieren elektronisch gedistribueerd). Iemand die alleen een papieren exemplaar ter beschikking heeft zal zich echter (zelfs als de tekst oorspronkelijk met een computer is gemaakt) voor het maken van meer exemplaren van een fotokopieerapparaat/scanner/printer moeten bedienen.

## Geschiedenis
Fotokopiëren (in de zin van het maken van een foto van een tekst of afbeelding) is uiteraard al sinds de uitvinding van de fotografie mogelijk. Een van de oudste foto's van Nederland, uit 1839, is inderdaad een foto van een prent.
In Nederland waren voor 1940 (voor particulieren nauwelijks betaalbare) kopieermachines in de handel. Het eerste xerografische fotokopieerapparaat werd op de markt gebracht in 1949 door de firma Xerox. Ondertussen werd het proces van elektrostatisch kopiëren ontwikkeld. In de jaren 70 en 80 werden de eerste kleurenkopieerapparaten ontwikkeld.